# Dioscoreophyllum volkensii
Dioscoreophyllum volkensii là một loài thực vật có hoa trong họ Biển bức cát. Loài này được Engl. mô tả khoa học đầu tiên năm 1895.